# Isopterygium sulcatum
Isopterygium sulcatum là một loài Rêu trong họ Hypnaceae. Loài này được (Cardot & Thér.) Broth. mô tả khoa học đầu tiên năm 1908.